# Muzvezve
Muzvezve este un oraș din Zimbabwe.